# الیزابتا گرگوراچی
اِلیزابتا گرگوراچی (ایتالیایی: Elisabetta Gregoraci؛ زادهٔ ۸ فوریهٔ ۱۹۸۰) یک مانکن، و مجری تلویزیون اهل ایتالیا است.
نخست‌وزیر سابق و مالک شبکهٔ ماهواره‌ای «مدیاست» سیلویو برلوسکونی او را برای اجرای یک برنامهٔ تلویزیونی به نام «بوئنا دومنیکا» (یکشنبهٔ خوبی داشته باشید!) استخدام کرد.